# 주류
주류(主流, mainstream)란 현재 널리 퍼져 있는 생각을 말한다. 모든 대중문화 및 매체문화, 특히 대중매체에서 파생된 모든 것이 주류문화에 속한다. 하위문화 및 반문화와 구분되며, 주류의 반대쪽 극단은 컬트와 경계이론이다.

## 매체
"주류매체" 또는 "대중매체"라는 분류는 대개 최고 구독률을 가진 신문 및 정기간행물 등의 인쇄매체와 최고 청취시청률을 가진 라디오 및 텔레비전 방송을 가리킨다. 이와 대조되는 존재로는 독립매체, 대체매체, 특정 조직의 특수간행물, 팟캐스트나 블로그 같은 전자발행물 등이 있다.

## 과학
주류과학이란 특정 연구 분야의 정통 이론과 차이나는 편차가 크지 않은 과학적 탐구를 말한다. 과학철학에서 주류과학은 확립을 위한 과학적 노력이 완성된 영역이며, 그 노력이 아직 완료되지 않은 영역은 원형과학 또는 변두리 과학이라고 한다. 원형과학 및 변두리 과학과 비교한 주류과학의 범위는 다음 표를 통해 이해할 수 있다.
|      |                                                        |                        |             | 과학적 정의를 사용한 조직화 |
|      |                                                        | 과학적 방법으로 다루기 |             |                             |
|      | 과학을 닮고자 하는 또는 과학의 구색을 갖추기 위한 노력 |                        |             |                             |
| 미신 | 사이비과학                                             | 원형과학               | 변두리 과학 | (주류)과학                  |

좋은 과학적 방법을 적용하는 표준적 관습으로 주류과학은 구획문제로써 사이비과학과 구분되고, 틀렸음이 밝혀진 특정 탐구들은 쓰레기과학, 화물숭배과학, 연구부정행위 등으로 분류되어 폐기된다.